# 11042 Ernstweber
A 11042 Ernstweber (ideiglenes jelöléssel 1989 VD1) a Naprendszer kisbolygóövében található aszteroida. Eric Walter Elst fedezte fel 1989. november 3-án.
Nevét Ernst Heinrich Weber (1795 – 1878) német orvos után kapta.